# NGC 3780
NGC 3780 este o liner situată în constelația Ursa Mare. A fost descoperită în 14 aprilie 1789 de către William Herschel. Se află la o distanță de 38 de megaparseci de Pământ.